# 生島勝之
生島 勝之（いくしま かつゆき、1944年3月30日 - ）は、日本の経営者。日本車輛製造社長、会長を務めた。大阪府大阪市出身。

## 経歴
1969年に大阪大学工学部溶接工学科を卒業し、同年に日本車輛製造に入社。
2000年6月に取締役に就任し、2003年6月に常務を経て、2006年6月に社長に就任。2010年6月に会長に就任し、2015年6月から相談役を務めた。